# 迭戈·西蒙尼
迭戈·巴勃罗·西蒙尼·冈萨雷斯（西班牙語：Diego Pablo Simeone González，1970年4月28日—），绰号匪徒（西班牙語：El Cholo），出生於阿根廷布宜諾斯艾利斯，是一名阿根廷足球領隊及前足球運動員，世界足壇最佳阿根廷巨星之一。目前正執教西甲球隊馬德里競技。
他擅長踢防守中場的位置，球風鐵血剛硬，是1990年代阿根廷國家足球隊的隊長及靈魂人物，曾是國家隊上陣次數紀錄最高保持者（2007年2月被打破紀錄），由1988年至2002年曾經替國家隊上陣106場。
西蒙尼的教練生涯頗受好評，將長年成績低迷的中流西班牙俱樂部馬德里體育會調教為幾近成爲歐洲冠軍的一流豪門強隊，誕生了數位超級巨星球員。不論聯賽或歐冠都具奪冠實力。風格延續球員時期的激情鐵血，善於鼓動球員士氣及球迷氣氛。西蒙尼分別以球員和教練的身份為馬體會奪得過聯賽跟國王盃的冠軍。也是球會歷史上擁有最多冠軍的教練。

## 球會生涯
西蒙尼在1987年開始職業球員生涯，在沙士菲渡過三赛季後，出國遠征到意大利甲組聯賽球會比薩發展，不幸地是，施蒙尼效力第一季球隊便面臨降级，但他仍然跟隨球隊降落乙組聯賽。1992年轉會至西維爾，球風強悍的他在球隊上获得一個重要的位置，無論防守或進攻都有出色的水準。直至1995年加盟馬德里體育會令足球生涯開始平步青雲，施蒙尼在1995/96年球季不單在聯賽射入多達12球，更協助球隊同時奪得該季聯賽及杯赛冠軍，施蒙尼的作用顯得他有如球隊的發電機，而且擁有充足的體力，時常奔跑全場去努力搶球，需要的時候可以擔當攻擊中場上前作出致命的助攻或射門。翌年獲得豪门球會國際米蘭邀請加盟，他在球隊中擔任防守中場的角色，加盟首季立即成為隊中的正選，並帶領國際米蘭晉身欧洲联盟杯決賽，最後憑森莫蘭奴、查維·辛尼迪及朗拿度的入球，3比0擊敗拉齐奥奪得冠軍。隨後1999年轉會拉齐奥，除了協助球隊贏得26年來首個聯賽錦標外，並且擊敗旧主國際米蘭奪得意大利盃冠軍成就雙料冠軍。
2003年施蒙尼重返馬德里體育會，但當時年屆33歲的他已經不復當年勇，翌年決定返回祖國阿根廷加盟阿維拉達競賽會，2006年2月17日在一場對拉普拉塔大學生中最後一次為球會上陣後，施蒙尼宣佈退休，正式結束了19年的球員生涯。退休後他改任足球領隊，競賽會由於為了挽留施蒙尼，決定選擇他出任執教競賽會。

## 國家隊生涯
施蒙尼在1988年7月14日首次對國家隊上陣，該場賽事阿根廷大敗於澳洲1比4，其後協助國家奪得1991年及1993年美洲國家盃冠軍，亦曾經代表阿根廷出戰1996年奧運，並先後擊敗西班牙及葡萄牙殺入決賽面對尼日利亞，可惜當時後備入替的他在對手臨完場的入球以2比3飲恨。施蒙尼曾經帶領阿根廷出席過1994年、1998年及2002年三屆世界盃，其中1998年世界盃十六強賽事迎戰英格蘭，下半場初段对對方球員碧咸犯规，其後他被對方報復性以「虎尾腳」勾跌，當時這連串行為被旁邊的球證看得清清楚楚，後施蒙尼被罰黃牌而將碧咸則紅牌被逐，間接地令阿根廷在該場賽事擊敗英格蘭，往後此比賽一直成為爭議。
2002年12月20日對墨西哥時打破了前國家隊後衛雷基利的97場紀錄成為阿根廷上陣次數的最高紀錄保持者。2002年世界盃分組賽對英格蘭，除了施蒙尼及碧咸兩大「仇人」再度碰頭成為賽事焦點外，這場比賽亦成為施蒙尼最後一次為阿根廷國家足球隊上陣，當時已為國家隊隊長的碧咸主射十二碼得手，令英格蘭憑此球以1比0擊敗阿根廷得以復仇成功，隨後阿根廷被瑞典1比1迫和而無緣出線。
2002年世界盃後，施蒙尼曾經說：「1978年的那批球員是我們一生的偶像，雖然1982年的他們沒有帶回勝利，可我們永遠把他們視為英雄。我和我的隊友們已經竭盡全力了，三屆世界盃的遺憾是永遠的。我被刺傷了，很痛，很痛……」

## 戰術風格
後腰出身的西蒙尼非常重視防守，也是防守反擊的簇擁者，打法剛硬鐵血，善用體力戰進行高位搶逼對付控球打法的球隊，不過面對同樣龜縮防守反擊的球隊時西蒙尼則毫無應對之法，所以常發生遇強則強、遇弱則弱的情形，主動進攻能力不佳是西蒙尼跟其他著名防守反擊派教練最大的差別。

## 世界盃上陣紀錄
| 年份   | 球隊最後成績 | 球衣號碼 | 賽事階段 | 對手     | 比數               | 上陣 | 入球 |
| ------ | ------------ | -------- | -------- | -------- | ------------------ | ---- | ---- |
| 1994年 | 第二圈       | 14       | 分組賽   | 希臘     | 4 - 0              | 1    | 0    |
| 1994年 | 第二圈       | 14       | 分組賽   | 奈及利亞 | 2 - 1              | 1    | 0    |
| 1994年 | 第二圈       | 14       | 分組賽   | 保加利亞 | 0 - 2              | 1    | 0    |
| 1994年 | 第二圈       | 14       | 十六強   | 羅馬尼亞 | 2 - 3              | 1    | 0    |
| 1998年 | 八強         | 8        | 分組賽   | 日本     | 1 - 0              | 1    | 0    |
| 1998年 | 八強         | 8        | 分組賽   | 牙買加   | 5 - 0              | 1    | 0    |
| 1998年 | 八強         | 8        | 分組賽   | 克羅地亞 | 1 - 0              | 1    | 0    |
| 1998年 | 八強         | 8        | 十六強   | 英格蘭   | 2 - 2 十二碼:4 - 3 | 1    | 0    |
| 1998年 | 八強         | 8        | 八強     | 荷蘭     | 1 - 2              | 1    | 0    |
| 2002年 | 分組賽出局   | 14       | 分組賽   | 奈及利亞 | 1 - 0              | 1    | 0    |
| 2002年 | 分組賽出局   | 14       | 分組賽   | 英格蘭   | 0 - 1              | 1    | 0    |
| 2002年 | 分組賽出局   | 14       | 分組賽   | 瑞典     | 1 - 1              | 0    | 0    |
|        |              |          |          |          |                    | 11場 | 0球  |

## 职业生涯紀錄
| 赛季    | 效力球队     | 联赛           | 本土联赛 | 本土联赛 | 总数  | 总数 |
| ------- | ------------ | -------------- | -------- | -------- | ----- | ---- |
| 赛季    | 效力球队     | 联赛           | 上阵     | 入球     | 上阵  | 入球 |
| 1987-88 | 沙士菲       | 阿根廷甲組聯賽 | 28场     | 4球      | 28场  | 4球  |
| 1988-89 | 沙士菲       | 阿根廷甲組聯賽 | 16场     | 2球      | 16场  | 2球  |
| 1989-90 | 沙士菲       | 阿根廷甲組聯賽 | 32场     | 8球      | 32场  | 8球  |
| 1990-91 | 比薩         | 意大利甲組聯賽 | 31场     | 4球      | 31场  | 4球  |
| 1991-92 | 比薩         | 意大利乙組聯賽 | 24场     | 2球      | 24场  | 2球  |
| 1992-93 | 西維爾       | 西班牙甲組聯賽 | 33场     | 4球      | 33场  | 4球  |
| 1993-94 | 西維爾       | 西班牙甲組聯賽 | 31场     | 8球      | 31场  | 8球  |
| 1994-95 | 馬德里體育會 | 西班牙甲組聯賽 | 29场     | 6球      | 29场  | 6球  |
| 1995-96 | 馬德里體育會 | 西班牙甲組聯賽 | 37場     | 12球     | 37場  | 12球 |
| 1996-97 | 馬德里體育會 | 西班牙甲組聯賽 | 31场     | 3球      | 31场  | 3球  |
| 1997-98 | 國際米蘭     | 意大利甲組聯賽 | 30场     | 6球      | 30场  | 6球  |
| 1998-99 | 國際米蘭     | 意大利甲組聯賽 | 27场     | 5球      | 27场  | 5球  |
| 1998-00 | 拉素         | 意大利甲組聯賽 | 28场     | 5球      | 28场  | 5球  |
| 2000-01 | 拉素         | 意大利甲組聯賽 | 30场     | 2球      | 30场  | 2球  |
| 2001-02 | 拉素         | 意大利甲組聯賽 | 8场      | 1球      | 8场   | 1球  |
| 2002-03 | 拉素         | 意大利甲级联赛 | 23场     | 6球      | 23场  | 6球  |
| 2003-04 | 馬德里體育會 | 西班牙甲組聯賽 | 28场     | 2球      | 28场  | 2球  |
| 2003-04 | 馬德里體育會 | 西班牙甲組聯賽 | 8场      | 0球      | 8场   | 0球  |
| 2004-05 | 競賽會       | 阿根廷甲組聯賽 | 17场     | 2球      | 17场  | 2球  |
| 累计    | 累计         | 累计           |          |          | 491场 | 82球 |

## 執教球隊榮譽
阿根廷拉普拉塔大学生 Estudiantes LP
- 阿根廷足球甲级聯賽：2006/2007 (2006) 春季冠軍

阿根廷河床竞技 River Plate
- 阿根廷足球甲级聯賽：2007/2008 (2008) 秋季冠軍

西班牙马德里竞技 Atlético de Madrid
- 西班牙甲組足球聯賽冠軍：2013/2014、2020/2021[1]
- 西班牙國王盃冠軍：2012/2013
- 西班牙超級盃冠軍：2014
- 欧足联欧洲联赛冠軍：2011/2012、2017/2018
- 歐洲超級盃冠軍：2012、2018
- 歐洲冠軍聯賽亞軍：2013/2014、2015/2016

## 獎項
| 獎項                 | 效力球会 | 效力球会 | 效力球会     | 效力球会 | 效力球会 |
| 獎項                 | 比薩     | 西維爾   | 馬德里體育會 | 國際米蘭 | 拉素     |
| 球會獎項             | 球會獎項 | 球會獎項 | 球會獎項     | 球會獎項 | 球會獎項 |
| -------------------- | -------- | -------- | ------------ | -------- | -------- |
| 西班牙甲組聯賽冠軍   | -----    |          | 1995/96      | -----    | -----    |
| 意大利甲組聯賽冠軍   |          | -----    | -----        |          | 1999/00  |
| 西班牙超級盃冠軍     | -----    |          | 1996年       | -----    | -----    |
| 西班牙盃冠軍         | -----    |          | 1996年       | -----    | -----    |
| 意大利盃冠軍         | -----    | -----    | -----        | -----    | 2000年   |
| 意大利超級盃冠軍     | -----    | -----    | -----        | -----    | 2000年   |
| 歐洲足協盃冠軍       |          |          |              | 1997/98  |          |
| 歐洲超級盃冠軍       |          |          |              |          | 1999年   |
| 國家隊獎項（阿根廷） |          |          |              |          |          |
| 美洲國家盃冠軍       | 1991年   | 1993年   |              |          |          |
| 洲際國家盃冠軍       |          | 1992年   |              |          |          |
| 奧運亞軍             |          |          | 1996年       |          |          |

## 外部連結
- 迭戈·西蒙尼在BDFutbol中的档案
- 迭戈·西蒙尼球员信息

| 奖项与成就                    | 奖项与成就                   | 奖项与成就                 |
| ----------------------------- | ---------------------------- | -------------------------- |
| 前任者： 安德烈·維拉斯-波亞斯 | 歐洲聯賽冠軍教練 2011–12賽季 | 繼任者： 拉法埃尔·贝尼特斯 |
| 前任者： 蒂托·比拉诺瓦        | 西甲年度最佳教練 2013–14     | 繼任者： Incumbent         |